# Hematit
Hematit, željezov oksidni mineral, kemijska formula α-Fe2O3, najstabilniji je i najrasprostranjeniji od svih željezovih oksida. Ime hematit izvedeno je od grčke riječi "haima" što znači krv, a odnosi se na crvenu boju ovog minerala. Hematit je glavni član hematitove grupe minerala koju čine četiri minerala identične kristalne strukture s općenitom kemijskom formulom R2O3 gdje je R = Al3+(korund), V3+(karelianit), Cr3+(eskolait) ili Fe3+.

## Kristalna struktura
Struktura hematita temelji se na heksagonskoj gustoj slagalini kisikovih aniona (O2-) s dvije trećine oktaedarskih šupljina popunjenim željezovim (Fe3+) kationima. Hematit kristalizira u heksagonskom kristalnom sustavu, prostorna grupa R3c s parametrima jedinične ćelije a = 5.03 Å, c = 13.74 Å.

## Fizička svojstva
Boja mu ovisi o kristalnosti, a kreće se od crvene za fini prah do sive i crne za uzorke većih kristala. Tvrdoća Hematita je od 5 do 5,5 na Mohsovoj skali, a specifična težina varira od 4,9 do 5,3, ovisno o uzorku.
Hematit je slabo feromagnetičnan materijal na sobnoj temperaturi. Ispod temperature Morinovog prijelaza (oko 260 K) magnetsko uređenje je antiferimagnetsko, a iznad Curijeeve temperature (956 K) postaje paramagnetsko. Tali se pri temperaturi od 1565 °C.

## Primjena
Mineral hematit najvažniji je sastojak željezovih ruda koje se koriste kao sirovina za proizvodnju željeza, čelika i drugih legura.
Prirodni i sintetički hematiti koriste se kao crveni pigmenti (premazi za metalne konstrukcije, bojila za beton, kozmetiku, hranu, itd.). Prednost hematita nad drugim pigmentima je njegova netoksičnost, kemijska stabilnost, otpornost na toplinu i UV-zračenje te dobar omjer cijene i svojstava. 
Hematit se koristi kao polazni materijal za sintezu raznih ferita (koriste se kao magneti).
Također se koristi za izradu nakita, kao abraziv za poliranje nakita i leća te kao katalizator u nekim industrijskim sintezama.